# Zawijat Bimam
Zawijat Bimam – miejscowość w Egipcie, w muhafazie Al-Minufijja, w dystrykcie Tala. W 2006 roku liczyła 8757 mieszkańców.